# Oxychirus recticollis
Oxychirus recticollis är en skalbaggsart som beskrevs av Ohaus 1913. Oxychirus recticollis ingår i släktet Oxychirus och familjen Melolonthidae. Inga underarter finns listade i Catalogue of Life.